# Jean Duvieusart
Jean Pierre Duvieusart, född 10 april 1900 i Les Bons Villers i Hainaut, död 10 oktober 1977 i Charleroi, var en belgisk politiker (kristdemokrat). Han var finansminister 1947-1950 och 1952-1954, och Belgiens premiärminister från 8 juni till 16 augusti 1950. Han avgick som efter enbart två månader som premiärminister efter att kung Leopold III abdikerat.
Duvieusart var Europaparlamentets ordförande 1964-1965 och ordförande för Rassemblement wallon och Front Démocratique des Bruxellois Francophones (FDF) 1968-1972.